# Vesoljski prostor
Vesoljski prostor (ali zunanji prostor ali ozunje 
) ali tudi kar vesolje predstavlja relativno prazna območja Vesolja zunaj območij ubežnih hitrosti nebesnih teles. Vesoljski prostor ni popolnoma prazen (na primer popolni vakuum), ampak vsebuje določeno količino delcev, največ vodikovo plazmo in tudi elektromagnetno valovanje. Domnevno vsebuje tudi temno snov in temno energijo.
Definicije roba vesoljskega prostora se razlikujejo, največkrat pa se uporablja definicija, ki pravi da je vesoljski prostor vse kar leži za Kármánovo ločnico, ki je 100 km nad zemeljskim površjem. V ZDA včasih privzemajo to mejo na nadmorski višini 50 milj (80 km).
1. ↑  Miha Remec (1980). Prepoznavanje ali Bele vdove črni čas: znanstveno fantastični roman. Mladinska knjiga. Arhivirano iz prvotnega spletišča dne 25. julija 2021. Pridobljeno 30. januarja 2018.